# Liste des distinctions de Leona Lewis

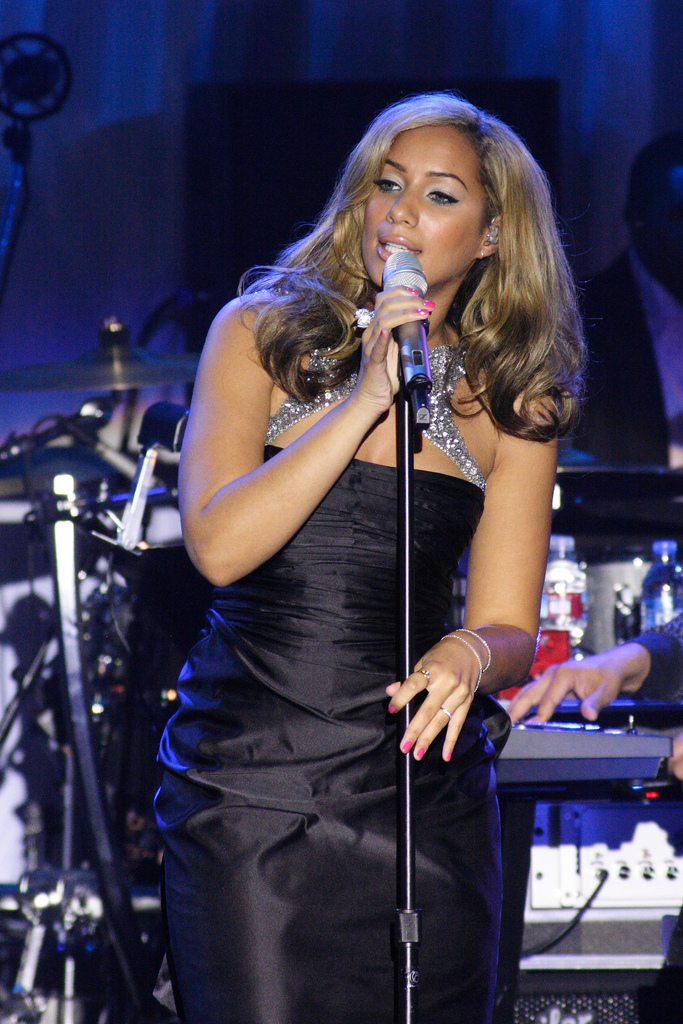
Leona lewis

Leona Lewis est une chanteuse-compositrice de chansons anglaise. Elle a signé avec le label Syco Records qui est un sous label de Sony BMG et en date de novembre 2008, elle a sorti 2 albums de studio. Leona Lewis a été nommée un total de 36 fois, et a gagné 23 récompenses.

## Brit Awards
| Année | Travail nommé      | Catégorie                | Résultat |
| ----- | ------------------ | ------------------------ | -------- |
| 2007  | A Moment Like This | Single Britannique       | Nommé    |
| 2008  | Leona Lewis        | Artiste Solo Féminine    | Nommé    |
| 2008  | Leona Lewis        | British Breakthrough Act | Nommé    |
| 2008  | Spirit             | Album Britannique        | Nommé    |
| 2008  | Bleeding Love      | Single Britannique       | Nommé    |

## Grammy Awards
| Année | Travail nommée | Catégorie                         | Résultat |
| ----- | -------------- | --------------------------------- | -------- |
| 2009  | Bleeding Love  | Record of the Year -              | TBA      |
| 2009  | Bleeding Love  | Best Female Pop Vocal Performance | TBA      |
| 2009  | Spirit         | Best Pop Vocal Album              | TBA      |

## MOBO Awards
| Année | Travail nommée | Catégorie      | Résultat   |
| ----- | -------------- | -------------- | ---------- |
| 2008  | Spirit         | Best Album     | Récompensé |
| 2008  | Bleeding Love  | Best Video     | Récompensé |
| 2008  | Leona Lewis    | Best UK Female | Nommé      |

## MTV Europe Music Awards
| Année | Travail nommée | Catégorie             | Résultat   |
| ----- | -------------- | --------------------- | ---------- |
| 2008  | Leona Lewis    | Best UK + Ireland Act | Récompensé |
| 2008  | Spirit         | Album Of The Year     | 2e         |
| 2008  | Leona Lewis    | Act Of 2008           | 2e         |
| 2008  | Leona Lewis    | Europe's Favourite    | Nommé      |

## Teen Choice Awards
| Année | Travail nommée | Catégorie                  | Résultat |
| ----- | -------------- | -------------------------- | -------- |
| 2008  | Leona Lewis    | Choice Breakthrough Artist | Nommé    |
| 2008  | Leona Lewis    | Choice Love Song           | Nommé    |

## Urban Music Awards
| Année | Travail nommée | Catégorie       | Résultat   |
| ----- | -------------- | --------------- | ---------- |
| 2008  | Spirit         | Best Album 2008 | Récompensé |
| 2008  | Leona Lewis    | Best R&B Act    | Récompensé |

## Virgin Media Music Awards
| Année | Travail nommée | Catégorie      | Résultat   |
| ----- | -------------- | -------------- | ---------- |
| 2007  | Bleeding Love  | Meilleur Titre | Récompensé |
| 2008  | Leona Lewis    | Best UK Act    | Récompensé |

## World Music Awards
| Année | Travail nommée | Catégorie         | Résultat   |
| ----- | -------------- | ----------------- | ---------- |
| 2008  | Leona Lewis    | Best Pop Female   | Récompensé |
| 2008  | Leona Lewis    | Best New Artist   | Récompensé |
| 2008  | Leona Lewis    | Best R'n'B Artist | Nommé      |

## Autres Awards
| Année | Récompense                              | Travail nommée     | Catégorie                                | Résultat   |
| ----- | --------------------------------------- | ------------------ | ---------------------------------------- | ---------- |
| 2007  | Ivor Novello Awards                     | A Moment Like This | Meilleure Vente de Single Britannique    | Récompensé |
| 2007  | Cosmopolitan Ultimate Woman of the Year | Leona Lewis        | Révélation de l'Année                    | Récompensé |
| 2007  | The Record of the Year                  | Bleeding Love      | Disque de l'Année                        | Récompensé |
| 2008  | Capital Awards                          | Leona Lewis        | Artiste Féminine Britannique             | Récompensé |
| 2008  | Britain's Best                          | Leona Lewis        | Music Award                              | Récompensé |
| 2008  | NewNowNext Awards                       | Leona Lewis        | Kylie Award : Meilleure Nouvelle Artiste | Récompensé |
| 2008  | Glamour Woman Of The Year Awards        | Leona Lewis        | Artiste Féminine Britannique             | Récompensé |
| 2008  | MTV Asia Awards                         | Leona Lewis        | Breakthrough Artist                      | Récompensé |
| 2008  | MTV Video Music Awards                  | Leona Lewis        | Best UK Video                            | Nommé      |
| 2008  | Kids' Choice Awards                     | Bleeding Love      | Favourite Song                           | Récompensé |
| 2008  | UK Music Video Awards                   | Leona Lewis        | People’s Choice Award                    | Récompensé |
| 2008  | Bambi Awards                            | Leona Lewis        | Shooting Star                            | Récompensé |
| 2008  | New Music Weekly Awards                 | Leona Lewis        | Top 40 New Artist of the Year            | Récompensé |
| 2008  | Billboard 2008 Year End Award           | Leona Lewis        | Best New Artist                          | Récompensé |
| 2008  | VH1 Video of the Year                   | Bleeding Love      | Best Video                               | Récompensé |
| 2009  | NAACP Image Award                       | Leona Lewis        | Outstanding New Artist                   | TBA        |